# 蒙塔尼亚克-蒙珀扎
蒙塔尼亚克-蒙珀扎（法語：Montagnac-Montpezat，法語發音：[mɔ̃taɲak mɔ̃pəza]）是法国上普罗旺斯阿尔卑斯省的一个市镇，位于该省南部，属于迪涅莱班区。该市镇于1974年由原市镇蒙塔尼亚克（Montagnac）和蒙珀扎（Montpezat）合并而成。

## 地理
蒙塔尼亚克-蒙珀扎（43°46'45"N, 6°5'44"E）面积34.18 平方千米，位于法国普罗旺斯-阿尔卑斯-蓝色海岸大区上普罗旺斯阿尔卑斯省，该省份为法国东南部内陆省份，北起上阿尔卑斯省，西接沃克吕兹省，西北接德龙省，南至瓦尔省，东临滨海阿尔卑斯省，东北部与意大利接壤。
与蒙塔尼亚克-蒙珀扎接壤的市镇（或旧市镇、城区）包括：普罗旺斯地区阿勒马涅、韦尔东河畔埃斯帕龙、里耶兹、鲁穆勒、韦尔东河畔圣克鲁瓦、韦尔东河畔圣洛朗、韦尔东河畔阿蒂尼奥斯克、韦尔东河畔博迪纳尔。
蒙塔尼亚克-蒙珀扎的时区为UTC+01:00、UTC+02:00（夏令时）。

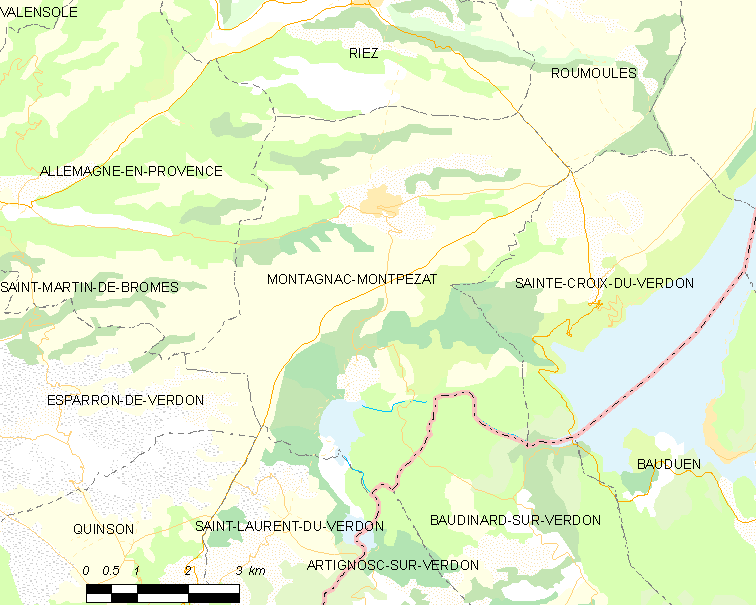
蒙塔尼亚克-蒙珀扎的OSM定位图

## 行政
蒙塔尼亚克-蒙珀扎的邮政编码为04500，INSEE市镇编码为04124。

## 政治
蒙塔尼亚克-蒙珀扎所属的省级选区为瓦朗索勒县。

## 人口

1962-2008年间蒙塔尼亚克-蒙珀扎人口变化图示

蒙塔尼亚克-蒙珀扎于2022年1月1日时的人口数量为405人。